# جوزيف ديفين
جوزيف ديفين (بالإنجليزية: Joseph Devine)‏ هو كاهن كاثوليكي بريطاني، ولد في 7 أغسطس 1937 في كيركينتيلوخ في المملكة المتحدة.